# Hans Skoglund

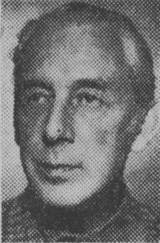
Hans Skoglund

Hans Yngve Skoglund, född 30 augusti 1907 i Järna församling, Kopparbergs län, död 24 januari 1999 i Uppsala domkyrkoförsamling, var en svensk arkitekt.
Efter studentexamen i Gävle 1926 utexaminerades Skoglund från Kungliga Tekniska högskolan 1933. Efter studieresor i Tyskland, Schweiz och Italien 1933 var han anställd vid stadsarkitektkontoret i Gävle 1934–38, bedrev egen arkitektverksamhet i Gävle 1938–41, i Uppsala från 1942 och var t.f. stadsarkitekt i Söderhamns stad, Hudiksvalls stad, Bollnäs stad och Ljusdals köping 1941–42. Han var ledare för byggnadskurser anordnade av Samfundet för hembygdsvård i Storvik 1939, i Bollnäs 1940 och i Hudiksvall 1942. Inköp vid tävlan om bland annat konserthus i Gävle 1937, fabriksbyggnad för Esselte i Gävle samt hyreshus och villabyggnader.